# 8686 Akenside
8686 Akenside è un asteroide della fascia principale. Scoperto nel 1992, presenta un'orbita caratterizzata da un semiasse maggiore pari a 2,2780525 UA e da un'eccentricità di 0,0942858, inclinata di 7,69728° rispetto all'eclittica.